# Pegolotte
Pegolotte (in veneto Pegołote pronuncia [peɡoˈɰote]) è una frazione del comune di Cona, del quale è il capoluogo e centro più popoloso, con 1 346 abitanti.
Delimitato a nord dal canale Rebosola, Pegolotte ospita gli uffici amministrativi, il municipio, l'asilo, le scuole e la biblioteca del comune.

## Monumenti e luoghi d'interesse

### Architetture religiose
- Chiesa di Sant'Egidio, un tempo oratorio, fu sostituito con la parrocchiale nel 1913. Allungando lungo la via che percorre la località, si erge la chiesa dedicata a Sant’Egidio, che funge da parrocchia per Pegolotte. Questo luogo di culto è affiliato alla diocesi di Padova, inserito nel vicariato del Piovese. Prima del 1913, aveva la funzione di un oratorio. Durante gli anni cinquanta del XX secolo, il parroco don Mario Zanin sollecitò la collaborazione dell'artista Adolfo Rollo per l'abbellimento della chiesa parrocchiale. Rollo, avendo compreso le caratteristiche architettoniche della chiesa e le aspirazioni del parroco, realizzò una serie di opere artistiche. Tra queste spicca un imponente crocifisso, adornato da quattro raffigurazioni, oltre all'altare, anch'esso caratterizzato da un elaborato decoro.

### Architetture civili
- Palazzina municipale

### Piazze
- Piazza Cesare De Lotto

### Monumenti
- Monumento a Cesare De Lotto. Quest'ultimo costituisce un edificio affascinante, la cui storia risulta avvolta nel mistero. Di fronte all'edificio, si erge una statua commemorativa dedicata a Cesare De Lotto, noto come "il redentore di Cona". Quest'uomo, grazie alla sua competenza in idraulica e bonifica delle terre paludose, svolse un ruolo fondamentale nella trasformazione di queste zone. Benché ora sia quasi dimenticato, è considerato il pioniere in Italia delle bonifiche moderne. Le sue realizzazioni, che abbracciarono un'ampia area dall'Adige all'Oltrepò, ebbero un impatto cruciale sull'evoluzione dell'agricoltura in diverse località, tra cui spicca il Cavarzerano. A lui è attribuito il merito di aver contribuito in modo significativo al benessere di molte comunità, soprattutto tramite l'opera di bonifica che svolse a Cona e Cavarzere, aree che in passato consistevano in abitazioni rustiche circondate da canneti e fango. Nativo della regione del Cadore, Cesare De Lotto vide la luce nel 1810, in un'epoca caratterizzata da trasformazioni, nella parrocchia di Santa Maria Formosa a Venezia, dove suo padre ricopriva la posizione di direttore della zecca. Dopo essersi laureato in matematica presso l'Università di Padova nel 1831, De Lotto, appena ventenne, si distinse già come "ingegnere praticante governativo", termine usato all'epoca. Fu proprio la passione per l'ingegneria idraulica a spingerlo, nel 1836, a essere incaricato della direzione della sezione idraulica sulla sponda sinistra del Cavarzere. La vita di Cesare De Lotto si spense nel 1864, quando aveva appena 54 anni. Nel giugno del 1910, durante una visita alle opere di bonifica nella regione ferrarese, il Re d'Italia, dopo aver contemplato un ritratto di De Lotto, lo definì "il promotore delle bonifiche venete ferraresi".

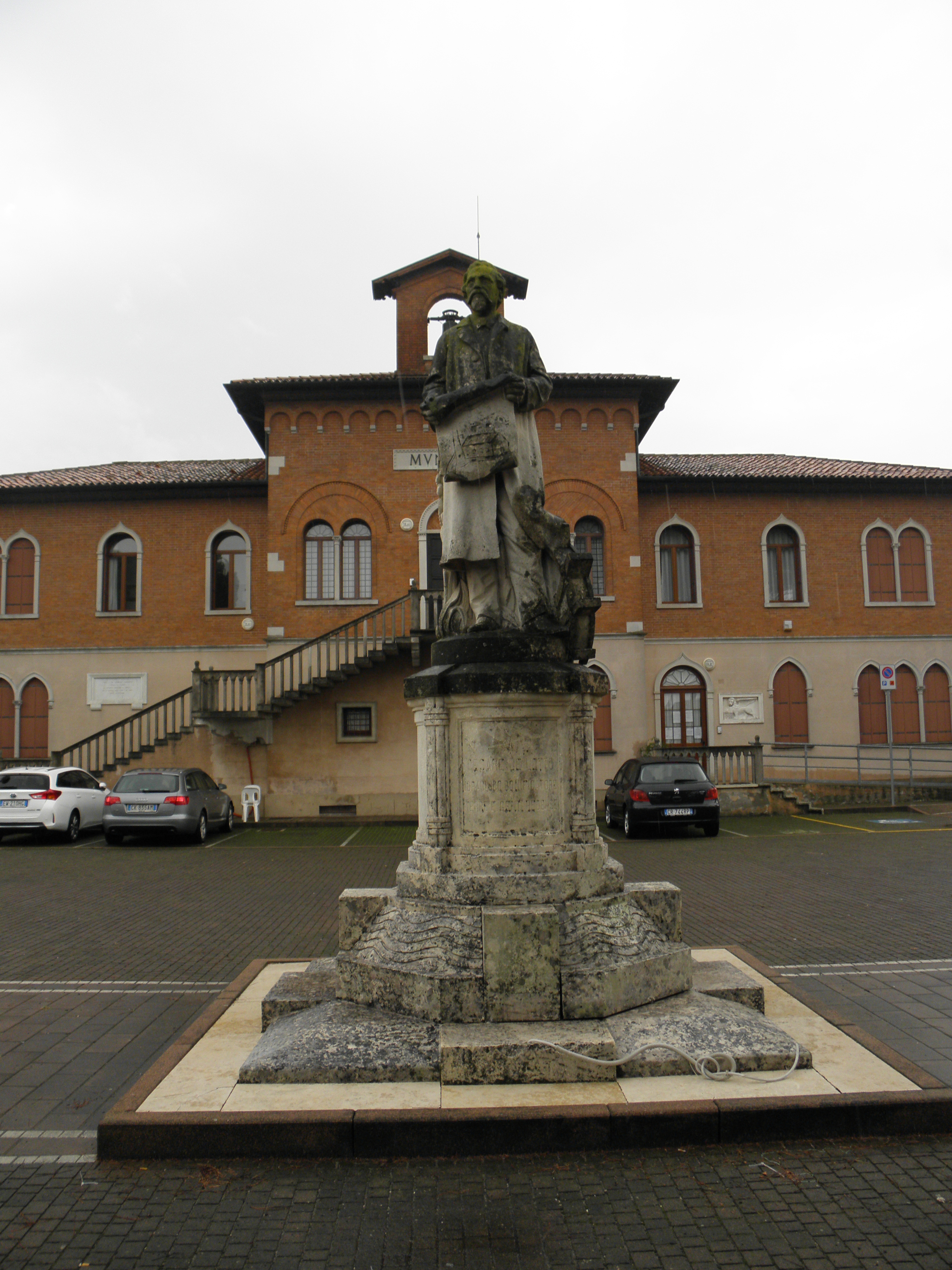
La piazza con il monumento e, sullo sfondo, il municipio